# قلعه‌جوق (نیر)
قلعه‌جوق  روستایی است که در استان اردبیل، شهرستان نیر، بخش کوراییم، دهستان یورتچی شرقی قرار دارد.

## جمعیت
بر اساس سرشماری سال ۱۳۸۵ جمعیت این روستا ۲۴۱ نفر با ۴۸ خانوار بوده‌است.